# زیزونگوسور

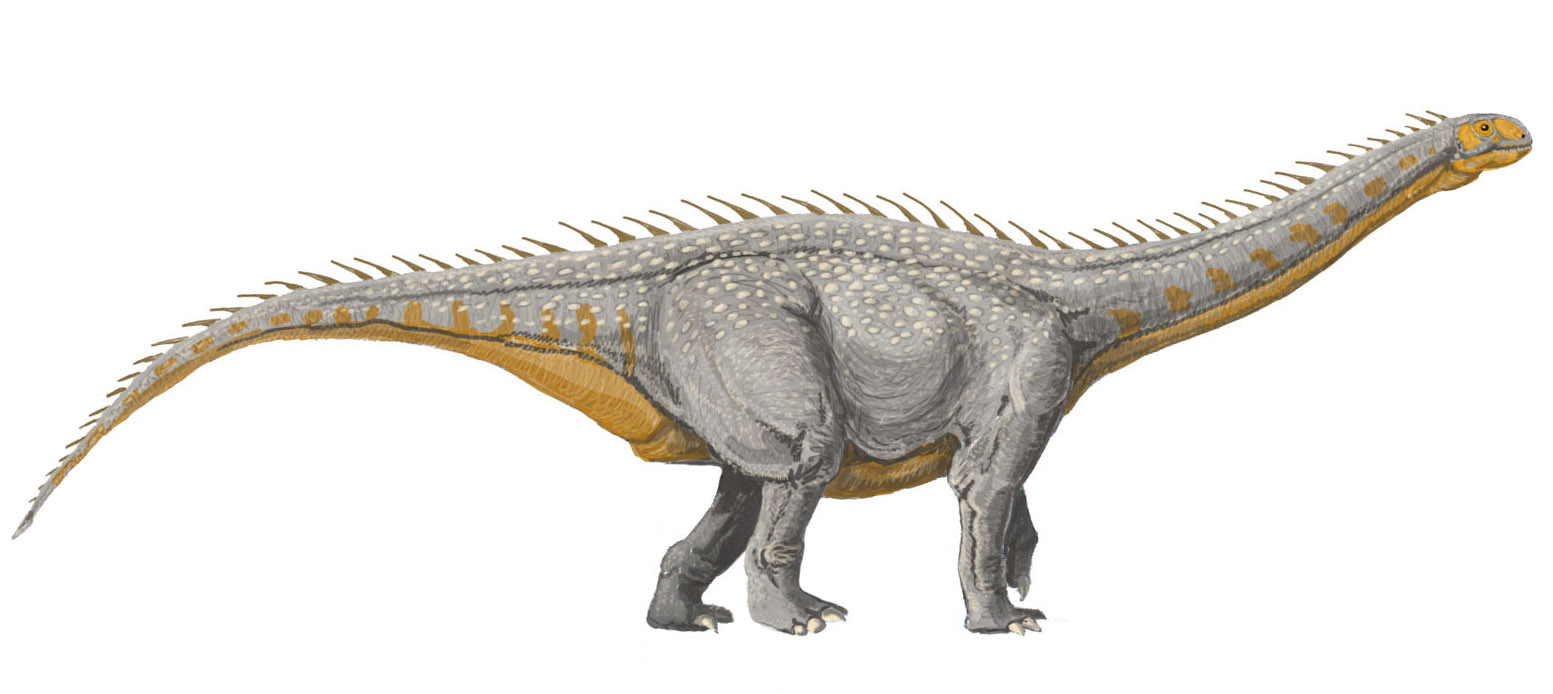
تصویر دایناسور زیزونگوسور

زیزونگوساروس (نام علمی: Zizhongosaurus) نام یک گونه از خزنده‌کفلان است.